# Rose Agatha Leon
Pour les articles homonymes, voir Léon.
Rose Agatha Leon née le 20 octobre 1913 et morte le 16 août 1999, est une femme d'affaires et femme politique jamaïcaine. En août 1999, elle est assassinée chez elle.

## Biographie

### Formation
Rose Agatha Leon (née Huie) est née à Kingston en 1913 et fréquente la Central Branch School, la Wolmer's High School for Girls, et l'école abyssinienne de chimie cosmétique.

### Carrière dans l'industrie cosmétiques
De retour en Jamaïque après avoir étudié la chimie aux États-Unis, avec son mari Alexander Leone, elle lance une gamme de produits de beauté fabriqués localement dans une usine, la Leon Beauty Products en 1939, offrant une alternative aux importations pour les femmes. Plus tard, elle fonde une école, la Leon School of Beauty Culture où elle enseigne jusqu'à sa mort.
Elle fonde l'association des manufactures jamaïcaines, et en devient la présidente en 1937, puis membre à vie en 1993. Elle fonde également la Jamaica Federation of Women (Fédération des femmes jamaïcaines) avec Mary Morris Knibb et Molly Green, la femme du gouverneure de la Jamaïque, John Huggins.

### Carrière politique
Elle adhère au Parti travailliste de Jamaïque (JLP) en 1944. Elle est décrite comme très dévouée au Parti par Gladys Bustamante (en).
En 1948, elle devient la première femme jamaïcaine à présider un parti politique national, le Parti travailliste de Jamaïque, et elle occupe ce poste durant 12 ans. En 1949, elle est élue à la chambre des représentants et, en 1953, nommée ministre de la Santé et de la Protection sociale. En 1960, elle quitte le JLP en raison de la prise décision du parti en faveur de quitter la Fédération des Indes occidentales. Peu de temps après, elle change de parti et rejoint le Parti national du peuple. Elle revient sur le devant de la scène politique à la fin des années 1960 conseillère municipale et en 1971 en tant que maire suppléante de Kingston. De 1972 à 1976, elle est ministre du gouvernement local du gouvernement de Manley.
Elle est connue pour son franc parler qui lui vaut en 1955, l'annulation de son élection pour des propos diffamatoires tenus contre Percy Broderick senior alors qu'elle soutient son opposant du JLP, George Peryer. Après avoir remporté leurs sièges, Broderick dépose une plainte et la cour annule les résultats.

## Meurtre
Rosa Leone est assassinée chez elle à l'âge de 85 ans.